# Brian McGee
 (septembre 2022).
Si vous disposez d'ouvrages ou d'articles de référence ou si vous connaissez des sites web de qualité traitant du thème abordé ici, merci de compléter l'article en donnant les références utiles à sa vérifiabilité et en les liant à la section « Notes et références ».
Brian McGee, né le 8 mars 1959 à Glasgow (Écosse), a été fondateur et batteur des groupes de musique Johnny And The Self Abusers, de Simple Minds, mais aussi batteur de Endgames.
Il fait la connaissance de Jim Kerr à la Holyrood R.C. Secondary School. Ensemble, accompagnés d'autres amis comme Charlie Burchill et Tony Donald, ils créent le groupe Biba-Rom! au milieu des années 1970, alors qu'ils sont toujours à l'école.
En 1977, ils forment le groupe punk "Johnny And The Self Abusers", qui changera de nom pour Simple Minds.
Brian sera présent pour les albums "Life In A Day", "Real To Real Cacophony", "Empires And Dance" et "Sons And Fascination".
En septembre 1981, fatigué par les tournées incessantes et la vie de groupe, il quitte Simple Minds.
Après avoir travaillé dans le pub de ses parents, il rejoint le groupe Endgames, remplaçant Douglas Muirden.
Après deux albums, le groupe se dissout en 1985. À la même époque, il rejoint avec Derek Forbes, autre membre de Simple Minds, le groupe Propaganda.